# 小市民大全集
『小市民大全集』（しょうしみんだいぜんしゅう）は、嘉門タツオ（旧名・嘉門達夫）初のミニ・アルバム。1989年3月21日に日本コロムビアから発売。

## 解説
日本コロムビア所属時の最後のアルバム。「小市民」に特化したコンセプト・アルバム。同年12月ベスト・アルバム『嘉門達夫全曲集』に全曲収録。

## 収録曲
全作詞・作曲：嘉門達夫／作曲（1）・全編曲：渡辺茂樹／ゲスト（2・13）：小倉久寛
1. 遥かなる小市民へ（Instrumental）
2. 小市民
  - 7枚目のシングル。
3. 小市民 -授業・給食篇-
4. 小市民 -遠足篇-
5. 小市民 -運動会篇-
6. 小市民 -グッズ篇-
7. 小市民 -食生活篇-
8. 小市民 -乗り物篇-
9. 小市民 -お酒篇-
10. 小市民 -夜の生活篇-
11. 小市民 -結婚式篇-
12. 小市民 -会話篇-
13. 小市民2
  - 8枚目のシングル。アルバム・バージョン。